# Je ne vois pas ce qu'on me trouve
Pour plus de détails, voir Fiche technique et Distribution.
Je ne vois pas ce qu'on me trouve est un film français réalisé par Christian Vincent sorti en 1997.

## Fiche technique
- Titre anglais : What's so Funny About Me?
- Réalisateur : Christian Vincent
- Scénario : Christian Vincent, Jackie Berroyer et Olivier Dazat
- Photographie : Hélène Louvart
- Son : Claude Bertrand
- Décors : Sylvie Olivé
- Costumes : Lydie Bonnaire
- Montage : Francine Sandberg
- Production : Bertrand Faivre
- Société de production : Les Productions Lazennec, France 3 Cinéma et Canal+
- Société de distribution : MKL Distribution (France)
- Pays :  France
- Genre : comédie dramatique
- Durée : 99 minutes
- Date de sortie :
  - France : 17 décembre 1997

## Distribution
- Jackie Berroyer : Pierre Yves
- Karin Viard : Monica
- Tara Römer : Arthur
- Estelle Larrivaz : Françoise
- Zinedine Soualem : Farid
- Daniel Duval : Marc
- Gégory Flament : Jérôme
- Géraldine Barbe : Judith
- Maurice Berland : le concessionnaire
- Gérard Jumel : le prof
- Olivier Claverie : le journaliste radio